# 30 Ophiuchi
30 Ophiuchi, som är stjärnans Flamsteed-beteckning är en ensam stjärna i den mellersta delen av stjärnbilden Ormbäraren, belägen 1° ostsydost om Messier 10. Den har en skenbar magnitud på ca 4,82 och är svagt synlig för blotta ögat där ljusföroreningar ej förekommer. Baserat på parallax enligt Gaia Data Release 2 på ca 9,3 mas, beräknas den befinna sig på ett avstånd på ca 350 ljusår (ca 107 parsek) från solen. Den rör sig närmare solen med en heliocentrisk radialhastighet av ca –6,7 km/s.

## Egenskaper
Primärstjärnan 30 Ophiuchi A är en orange till gul jättestjärna av spektralklass K4 III. Den har en radie som är ca 36 solradier och utsänder ca 300 gånger mera energi än solen från dess fotosfär vid en effektiv temperatur på ca 4 000 K.
30 Ophiuchi är en misstänkt variabel, som har visuell magnitud +4,82 och varierar utan någon fastställd amplitud eller periodicitet. Den avger ett överskott av infraröd strålning på grund av en omgivande stoftskiva, som sträcker sig ut till en diameter av 240 AE och har en massa av 62 × 1025 g.
30 Ophiuchi A har två rapporterade visuella följeslagare, 30 Ophiuchi B, av skenbar magnitud 9,71 och separerad med 99,8 bågsekunder, och 30 Ophiuchi C, av magnitud 8,75 och separerad med 220,9 bågsekunder.